# Jægerspris kastély
A Jægerspris kastély (dánul: Jægerspris Slot) a Hovedstaden régió Hornsherred félszigetén levő Jægerspris településen található. A 13. századi forrásokban már említett, jelenleg a barokk stílusjegyeit magán viselő kastély a történelem során a dán uralkodók tulajdonában volt. Az 1850-es években VII. Frigyes és morganatikus felesége, Louise Rasmussen (Danner grófnő) rezidenciája volt. A király halála után Danner grófnő női menhellyé alakította át a kastélyt.
A kastélyt és a hozzá tartozó birtokot a VII. Frigyes király Alapítvány (Kong Frederik den Syvendes Stiftelse) működteti. Jelenleg elsősorban történeti múzeumként működik az épület, de gondozott parkja és a környező erdők is látogathatóak. Emellett gyermekotthon és iskola is működik a birtokon található épületekben.

## Története

### Abrahamstrup

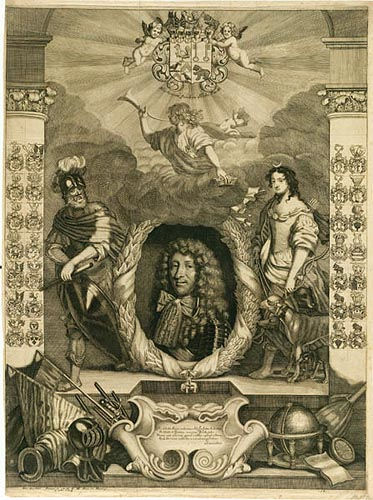
Vincents Joachim Hahn arcképe 1680-ból

1677-ig a birtok Abrahamstrup néven volt ismert. A történeti források nem adnak egyértelmű magyarázatot a birtok nevében szereplő Abraham kilétére, azonban egyes feltevések szerint a megnevezés II. Valdemár fiára, Ábelre utal, mivel a 13. században a Hornsherred félsziget jelentős részét a király birtokolta. Egy VI. Erik idejéből származó, 1318-as irat megemlíti, hogy a birtok a Korona tulajdonában van.
1382-ben a birtokot elzálogosították, és egy német nemesember tulajdonába került. 1396-ban I. Margit visszaszerezte azt.
1448-ban I. Keresztély örökölte meg az ingatlant, és 1470 körül feleségének, Hohenzollern Dorottyának adományozta, aki a király 1495-ös haláláig birtokolta. Ezt követően a trónra lépő János tulajdonába kerül. Ebben az időben kerül lebontásra az addig ott álló épület, helyét pedig egy kőház veszi át, mely a mai kastély északi részének kiindulópontja volt. 1587-ben IV. Keresztély átalakításokat eszközöl a kastélyon, fácántenyészetet alapít és koppenhágai kastélyához innen szállíttatja a tűzifát. Emellett szénégető telepet is létesített, ahol a kitermelt fát szénné alakították. Az egykori szénégető helyére a félsziget északi csücskén található Kulhus (szénház) település neve utal.
1673-ban a kastély magánkézbe került, amikor Vincents Joachim Hahn vadászmester vásárolta meg. 1677-ben átnevezte a kastélyt és környékét Jægerspris-re, melynek jelentése: a vadász dicsérete.

### Károly herceg és a bővítés

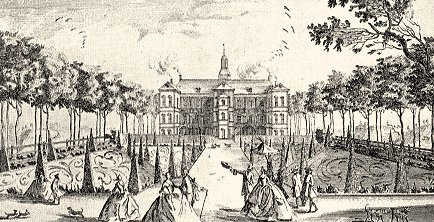
A Jægerspris kastély egy 1746-os ábrázoláson

Mivel IV. Frigyes sajnálta a kedvelt vadászterületét, ezért 1679-ben visszavásárolta a birtokot, amely 1699-es trónra lépése után pár évig nyári rezidenciaként működött. 1703-ban a király öccsének, Károly hercegnek adományozta a kastélyt. Az új tulajdonos jelentős bővítési és újjáépítési munkálatokba kezdett, a déli szárny elődjeként működő különálló épületet egy újabb emelettel egészítették ki, és az egyetlen, négyszögletű őrtorony mellé egy másikat is építettek a déli oldalon, így kialakítva a homlokzat szimmetriáját. A birtokon számos gazdasági épület is létesült, köztük egy méntelep és egy fácánfarm is. Az átépítési munkálatok 1722-ben fejeződtek be. A ménest 1726-ban, Károly halála előtt három évvel átköltöztették Vemmetofte-ba, ahol a hercegnek egy másik birtoka volt.

### Az Oldenburgok vadászkastélya
Károly herceg 1729-ben bekövetkezett halála után, az Oldenburg-ház tagja, Keresztély koronaherceg vette át a birtokot, és az épület a dán királyi család vadászkastélyaként működött tovább 1849-ig. 1730–1746 között a külön álló északi és déli szárnyakat összekötötték a keleti épületrésszel.

### VII. Frigyes és Danner grófnő

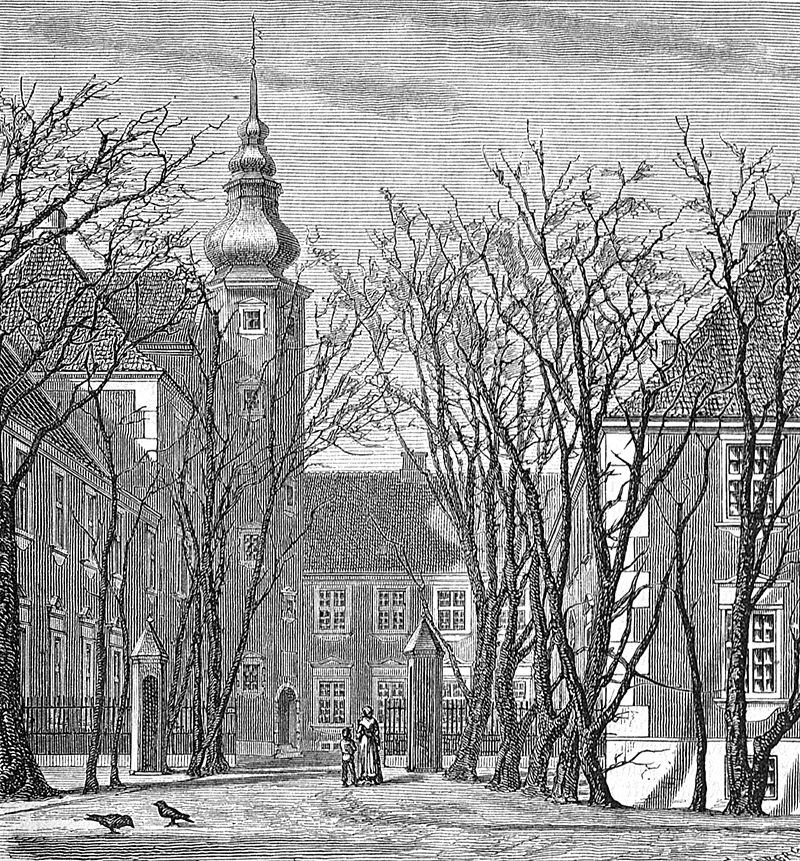
A kastély 1870 körül

Az 1849-ben elfogadott alkotmány értelmében a kastély a Dán Állam tulajdonába került. VII. Frigyes 1854. április 21-én visszavásárolta a kastélyt. Morganatikus házassága után a király és felesége, Louise Rasmussen (Danner grófnő) ide vonult vissza a koppenhágai udvarból. Ebben az időben Johan Henrik Nebelong építész felügyelete alatt felújították a kastélyt.
Frigyes 1863-as halálát követően Danner grófnő az épületben maradt, majd 1866-ban a kastély egy részét megnyitotta a nyilvánosság előtt. A látogatható részben történeti múzeumot rendeztek be, a berendezést pedig meghagyták abban az állapotban, ahogyan azt a népszerű király és felesége használták mindennapjaik során.
1873-ban az özvegy grófnő megalapította a VII. Frigyes nevére keresztelt, a munkásosztály sorából származó szegény nőket segítő alapítványát, a kastély pedig Danner-ház néven vált ismertté. Halála után a kastélyt „a szegény és elhagyott lányok javára” hagyományozta. 1874-ben megépültek az árvaház épületei a birtok területén. 1886-ban 17 lakásban 338 lány élt itt, és ez lett Dánia legnagyobb ilyen jellegű intézményének alapja. Az 1950-es évektől pedig fiúk is lakhatnak az otthonban.
A grófnő végrendeletében meghagyta, hogy halála után szobája érintetlen maradjon. 1874-től látogatható lett a helyiség, és egy szomszédos szobában kiállítás nyílt, amely a grófnő utazásait mutatja be.

### 20. és 21. század
A 20. század során kedvelt turistalátványossággá vált a kastély és a hozzá tartozó természeti környezet. A 20. és 21. század fordulóján jelentős javítási munkákra került sor. 1999-ben, a grófnő halálának 125. évfordulóján került lecserélésre a kastély főbejárata előtti téren álló cinkszarvas. Helyére egy azonos formájú, de bronzból készült szobor került.
A 21. század elején számos javítást végeztek az épületeken, így többek között a középkori szárny tetőzete, az Alhambra-terem, a Rebekka-terem, a főbejárat fölötti VII. Frigyes-monogram és a homokkő-oroszlán dísz is felújításra került. 2011-ben a kastély és az emlékpark javítási munkálatainak minőségét a Dán Kulturális Hatóság (Kulturstyrelsen) is elismerte, beválasztva az épületet és környezetét az év épületei közé.
A birtokot működtető alapítványhoz gyermekotthon és iskola is tartozik, melyek a kastélyhoz tartozó épületekben működnek.
2009-ig az épületben működött egy szociálpedagógiai főiskola, a Dannerseminariet, melyet később összevontak a Hillerød Pædagogseminarium-mal.
A kastély és kertje kiállításoknak és koncerteknek ad otthont. 2015. augusztus 23-án, Danner grófnő születésének 200. évfordulója alkalmából a kastély parkjában piknikkel egybekötött koncertet szerveztek, melyen olyan híres dán előadóművészek is felléptek, mint Marie Carmen Koppel és Anne Linnet. A rendezvény bevételét szíriai menekült gyermekek megsegítésére fordították.

## Építészete

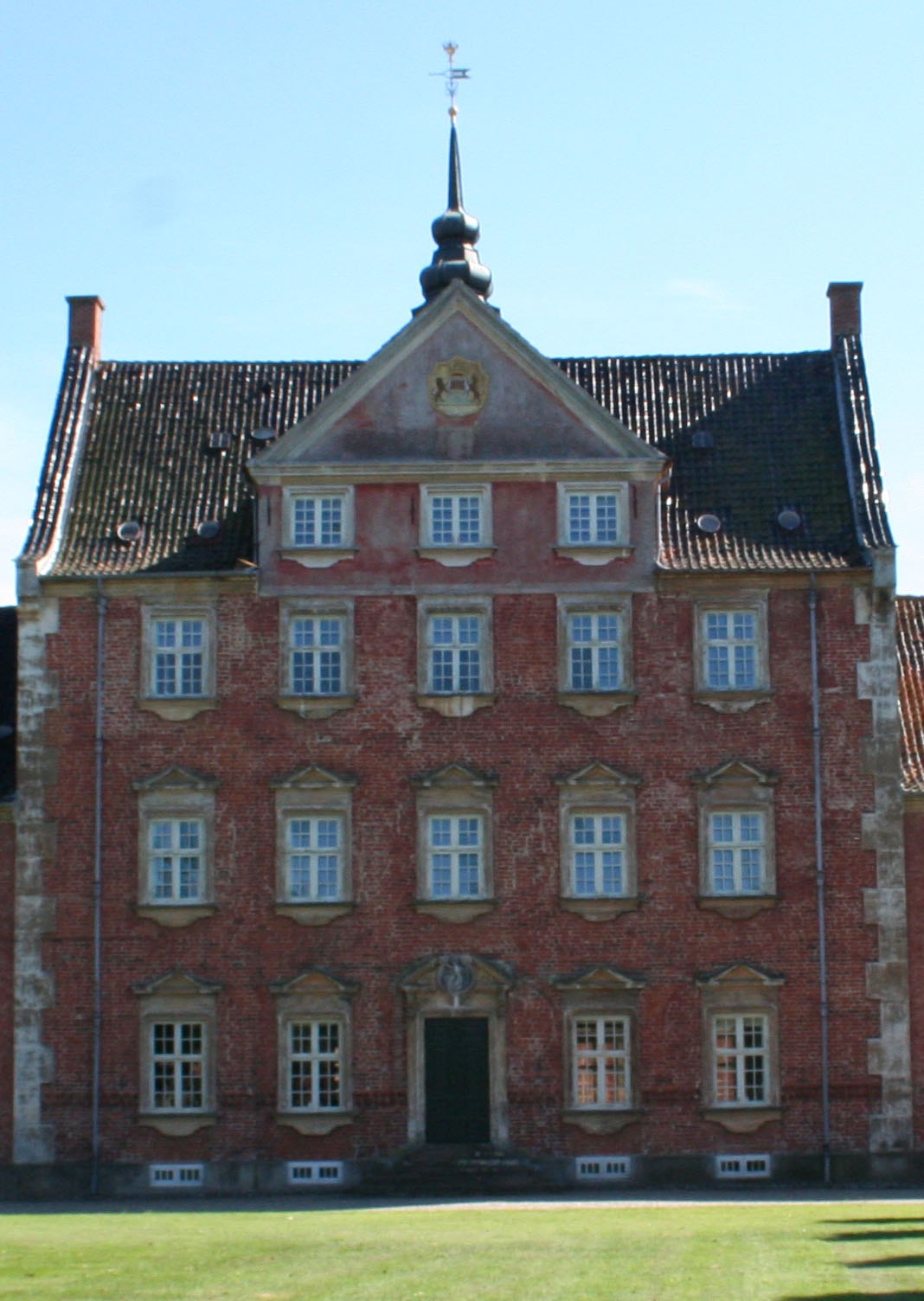
A kastély legrégebbi része

A kastély középkori részeiből az átépítések miatt alig maradtak fenn látható elemek. A legrégebbi a kastély északi szárnyán található, és a gótikus elemeket is magán viselő, háromemeletes épületrész I. Keresztély idejéből, a 15. század második feléből származik. Ennek homlokzatán látható Danner grófnő címere a francia „La fidélité est ma gloire” (magyarul: A hűségem a dicsőségem) jelmondattal. 1600 körül kiegészítették egy kupolás toronnyal és egy párhuzamos épületet építettek tőle délre, amelyet toronnyal és kapuval is elláttak. Az 1720-as évekbeli átalakítások során egy újabb emeletet és egy másik tornyot létesítettek, így alakítva ki szimmetriát a déli szárnyon.
1730–1746 között a déli és az északi szárnyakat egy újonnan épített épületrésszel kötötték össze, így kialakítva egy belső udvart, mely nyugati irányba nyitott maradt. A kastélyt még VII. Frigyes idejében is egy várárok vette körül, ahol a király szívesen horgászott. Az árok mélyedése még ma is látható, a kastély előtti teret és az épületet pedig egy macskakövekkel kiépített és kovácsoltvas korláttal ellátott töltés (az egykori híd utódja) köti össze.
A barokk stílusú kastély falai égetett téglából épültek, az ablakok és ajtók kerete pedig fehérre festett kőből készültek. Ugyanilyen kővel díszítették az épület sarokrészeit is. A kastély déli szárnyán elhelyezett főbejárat fölött IV. Keresztély és VII. Frigyes domborműves monogramja, illetve a római számokkal írott 1854-es évszám látható.
A három torony közül a két déli négyzet alaprajzú, az északi pedig nyolcszögletű. Mindhárom tornyon hagymasisakos tető és zászló alakú fém toronydísz látható.
Az északi toronyban található a koppenhágai Henrik Kyhl órásmester által készített óra, melyet 1855-ben rendelt meg VII. Frigyes. A szerkezetet 1999-ben újították fel. A toronyóra számlapja alatt látható egy kis harang is.
A kastély déli főbejárata előtti téren áll egy bronzból készült szarvasszobor. A tér két oldalán különböző korszakokból származó melléképületek találhatóak.

## Park és erdő

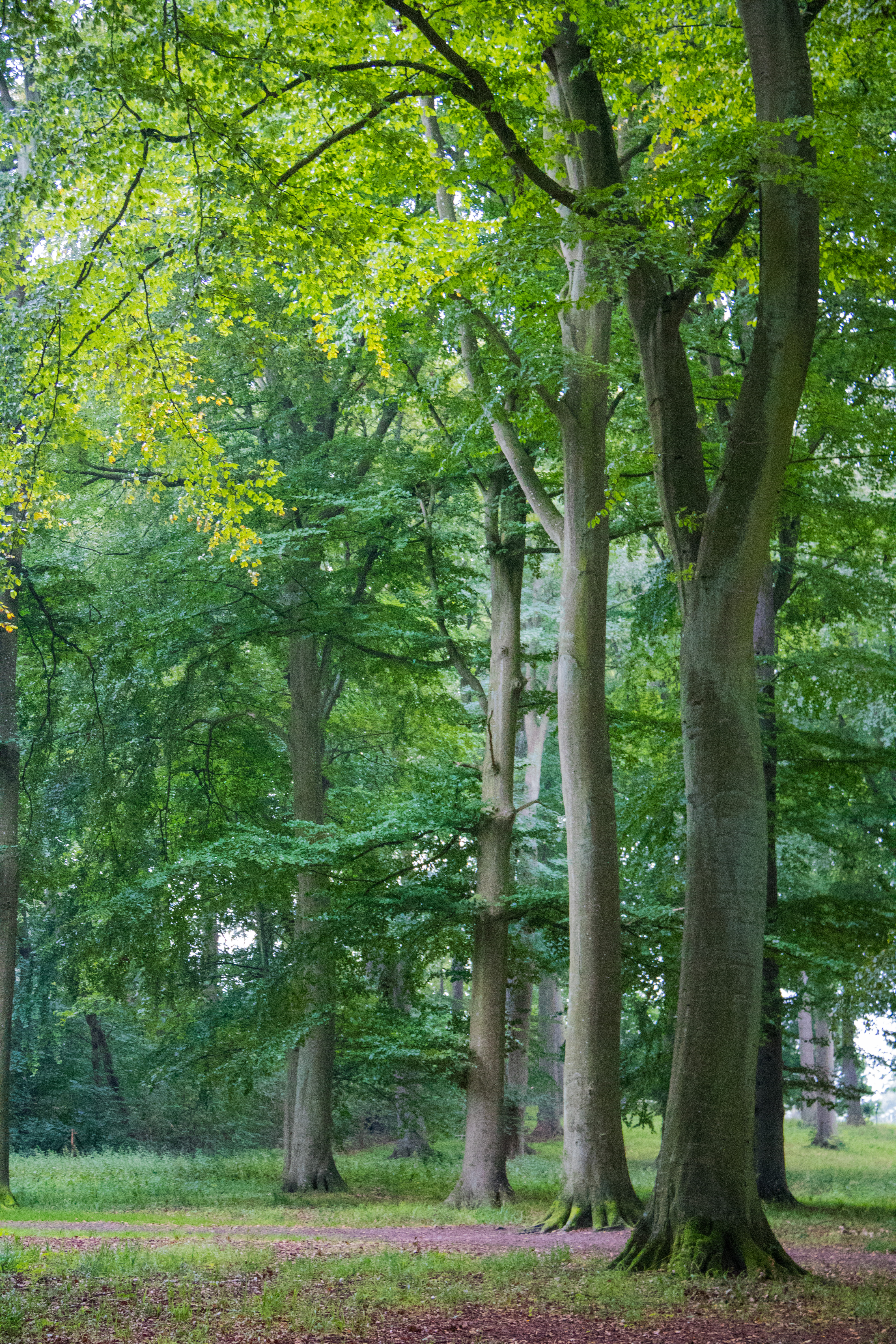
A park fái

A kastélyhoz kiterjedt erdőség és a vendégek által látogatható park is tartozik. A kastélyt működtető alapítvány egyik bevételi forrása a környékbeli erdőkben végzett fakitermelés. 1777–1789 között Johannes Wiedewelt szobrász több emlékművet készített a park területén, melyek neves dán és norvég férfiakat és nőket ábrázolnak. A park és a kapcsolódó Slotshegnet területén 54 emlékmű található.
Ugyancsak itt látható Danner grófnő temetkezési helye és VII. Frigyes mellszobra, melyet Herman Wilhelm Bissen készített.
A zöldövezet déli részén látható hatalmas tölgyfákat V. Frigyes ültette, hogy ebből biztosítsa a hajóépítés számára szükséges alapanyagot. A park északi részén citromfákkal szegélyezett sétányok vannak.
Az erdőben és parkban többek között szitka luc, tölgy, bükk, saspáfrány, nyír, nád, nordmann fenyő, vörösfenyő, juhar, rododendron és cseresznye is található.
A környező erdőségekben több nagyon idős tölgy is látható. A Kongeegen (kb. 1500-2000 éves), Storkeegen (kb. 800 éves) és Snoegen (kb. 600-700 éves) fákra már VIII. Keresztély király is felfigyelt, és elrendelte azok megörökítését. 1839-ben az első két fáról Louis Gurlitt készített litográfiát.
A Jægerspris környéki erdőkben lehetőség nyílik túrázásra, lovaglásra és vadászatra is.

## Látnivalók

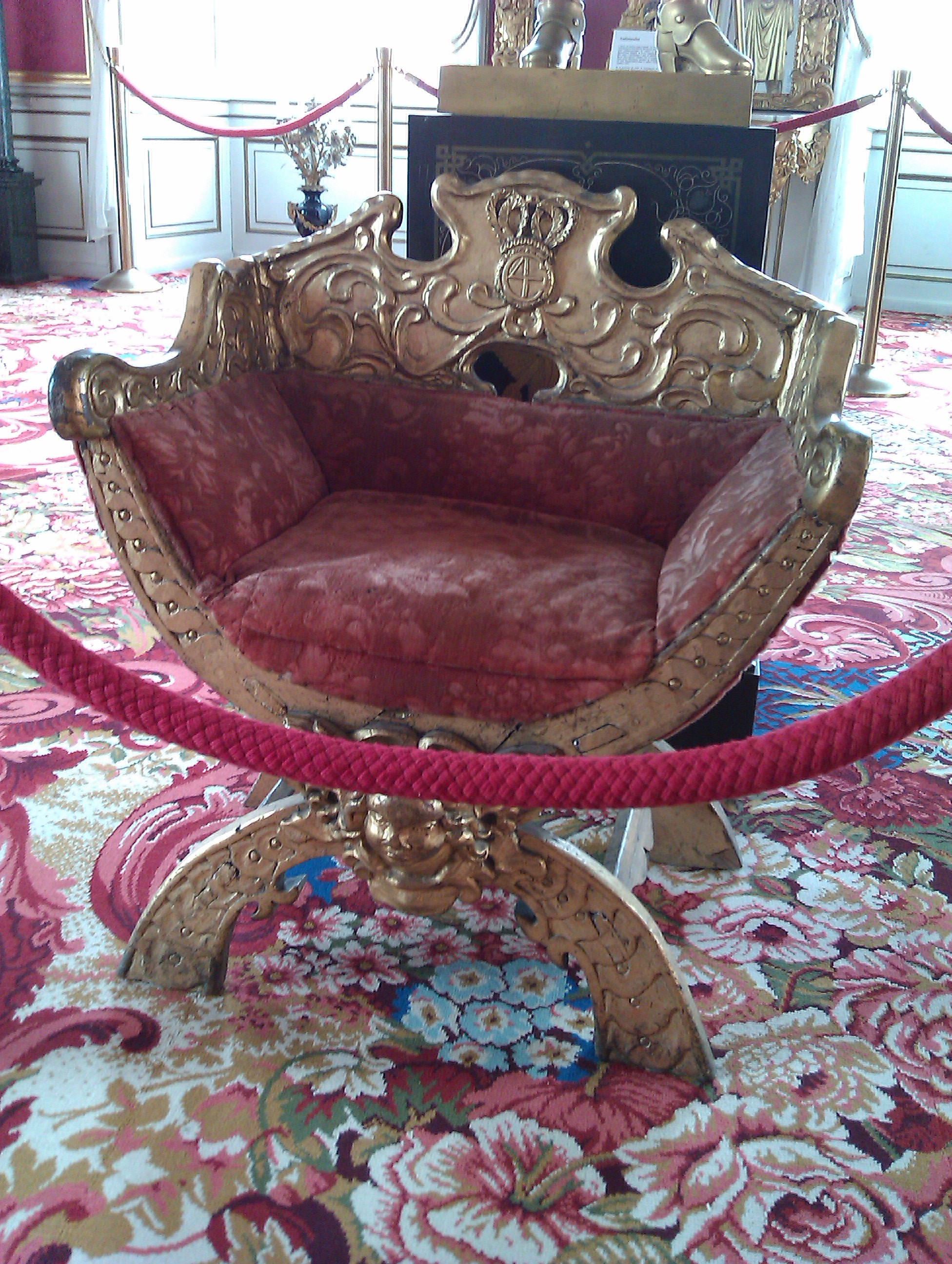
Királyi trón, IV. Keresztély monogramjával

A kastélyban nem csak VII. Frigyes és feleségére emlékező kiállítás, hanem az itt működő gyermekotthon múzeuma is helyet kapott. Figyelemre méltó a termek selyemből készült tapétázása, a stukkós mennyezet, a Thorvaldsen alkotta domborművek és a vadásztrófeák is. Emellett VII. Frigyes horgászbotja, fegyver- és pipagyűjteménye, az őseitől örökölt kincsei és az Oldenburg-ház királyait ábrázoló festményei is kiállításra kerültek. Számos 19. századi festő alkotása függ a szobák falán, többek között Wilhelm von Haffner, Frederik Ludvig Storck, August Carl Vilhelm Thomsen, August Plum, David Monies, Niels Simonsen, Johan Vilhelm Gertner, Frederik Ferdinand Helsted, Johannes Jensen, Emilius Bärentzen, Hans Jørgen Hammer és Eduard Young képei is láthatóak.
- A fogadóteremben (Audienssalen) VII. Frigyesnek és elődeinek tárgyai vannak kiállítva. IV. Keresztély trónja és aranyozott bronzszobra mellett díszes bútorok és műtárgyak láthatóak.[29]
- VII. Frigyes dolgozószobájában (Kong Frederik VII´s arbejdsværelse) több műtárgy mellett a király íróasztala és pipagyűjteménye is megtekinthető.[31]
- Danner grófnő szobájában (Grevinde Danners stue) a király feleségének műtárgyai, bútorai és a mindennapok során használt tárgyai vannak kiállítva.[30]
- A gyermekotthonról szóló kiállításon a kastélyban működő árvaház történetét, elsősorban az 1920-as, 30-as és 40-es évek körülményeit, illetve a hasonló dániai intézményekben zajló életet ismerheti meg a látogató.[1]
- A régészeti kiállítás VII. Frigyes ilyen irányú érdeklődésének köszönhető. Még koronahercegként számos tárgyat gyűjtött össze Fyn-szigeti ásatásokból. Emellett a kastélyhoz közeli helyeken, V. Frigyes, illetve VI. Frigyes korában felszínre hozott bronzkori tárgyak is megtekinthetőek.[1]
- A kastélyparkban áll Danner grófnő sírja, illetve a gyermekotthonban elhunytak sírkertje is.[4] Ugyancsak a kastélyparkban látható az 1777 és 1789 között kialakított emlékliget (Mindenlunden).[23][32]
- A kastélytól délnyugatra eső épületben működik az egykori grófnőről elnevezett Café Danner kávézó és étterem.[33]

## Megközelítése
A kastély mellett halad el a 207-es országút. A helyszín vasúton Koppenhágából az S-tog elővárosi vasúttal közelíthető meg, ez a fővárosból Frederikssundig halad. Onnan a 316-os, illetve a 230R-es busszal lehet eljutni az épületig.

## Érdekességek
- A kastélytól északnyugatra található a Julianehøj (Júlia-halom) halomsír, mely Kr. e. 3000 körül létesülhetett. Ezt később, a 18. században Frigyes herceg (V. Frigyes fia) és Ove Høegh-Guldberg miniszter a kor divatja szerint átalakíttatta és számos szabadkőműves elemmel egészíttette ki. Frigyes a helyet anyja, Braunschweig-Wolfenbütteli Júlia Mária után nevezte el.[4][22][34]
- A birtok keleti szomszédságában van a Jægersprislejren katonai tábor, ahol a második világháború végén több magyar honvéd is állomásozott.[35][36][37] A kastélyhoz egykoron egy gazdaság is tartozott, ezt jelenleg lőtérként használja a hadsereg.[9]
- A Bika jegyében című dán vígjáték egyes jeleneteit a kastély környékén forgatták.[38]

## Galéria

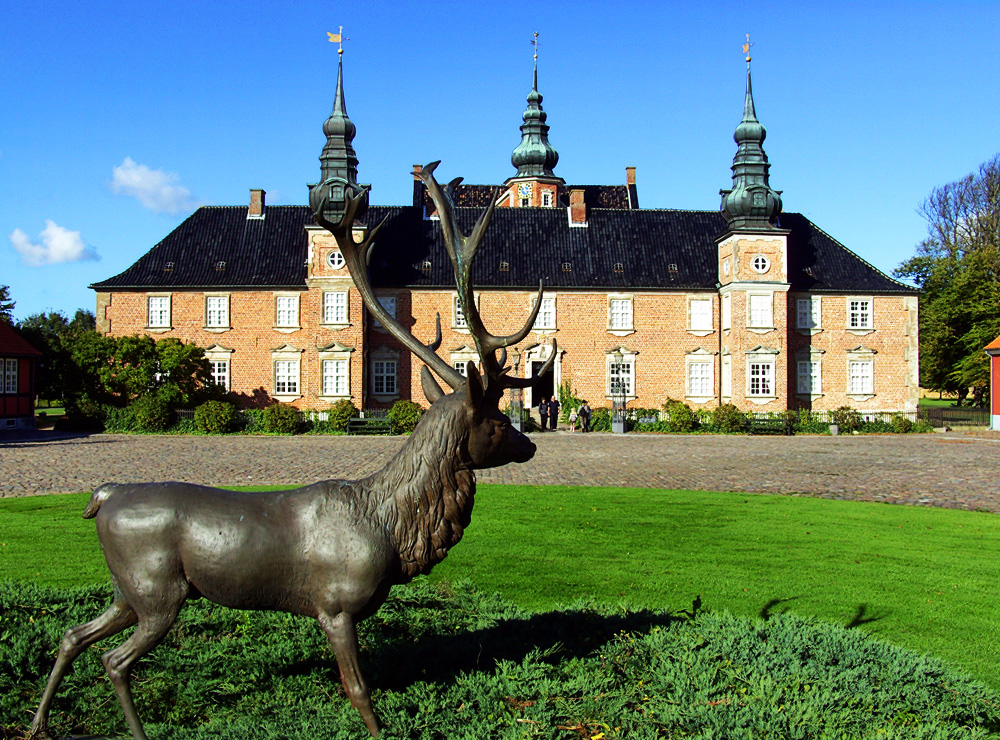
A kastély déli homlokzata egy szarvas szobrával
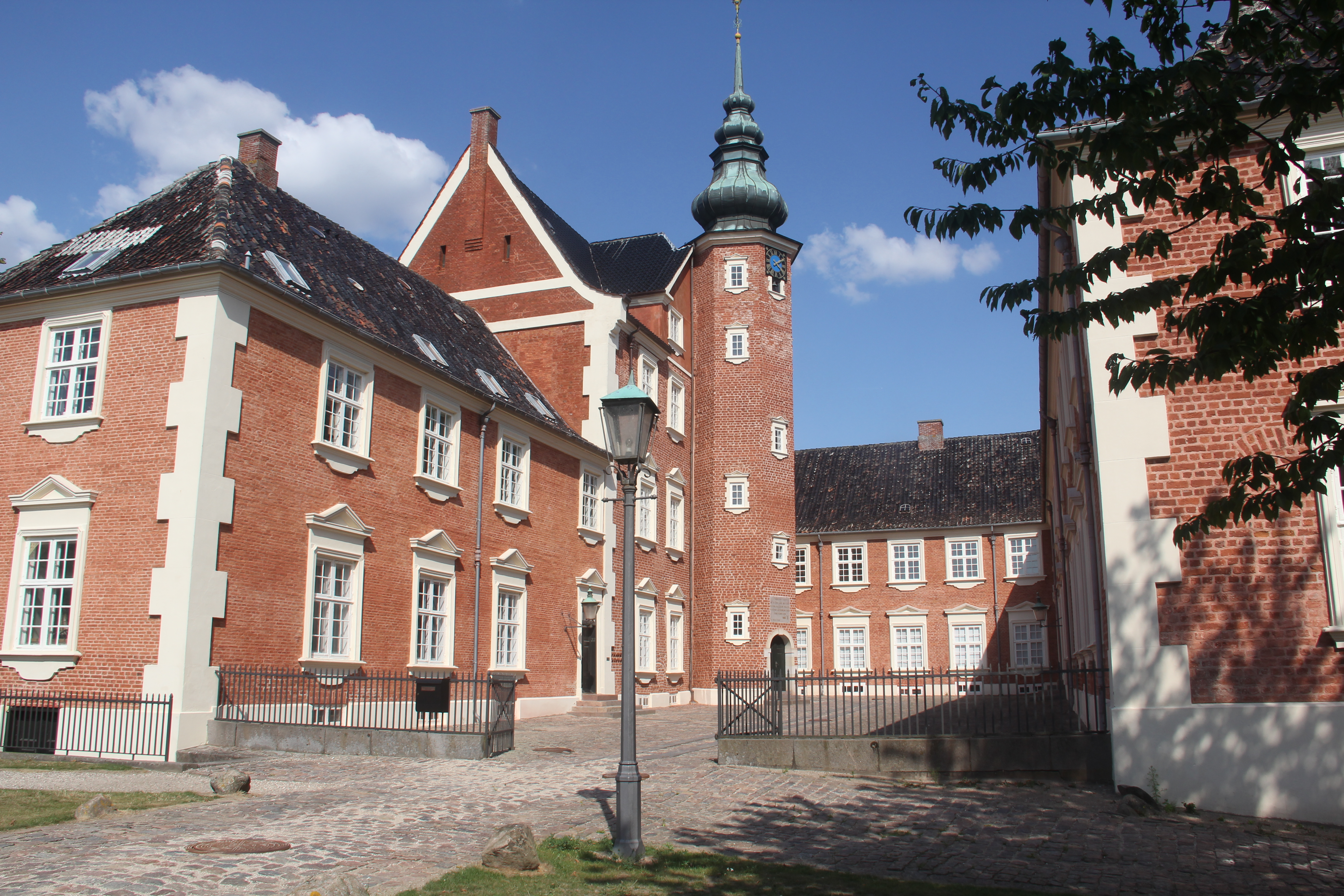
A kastély északkeleti része
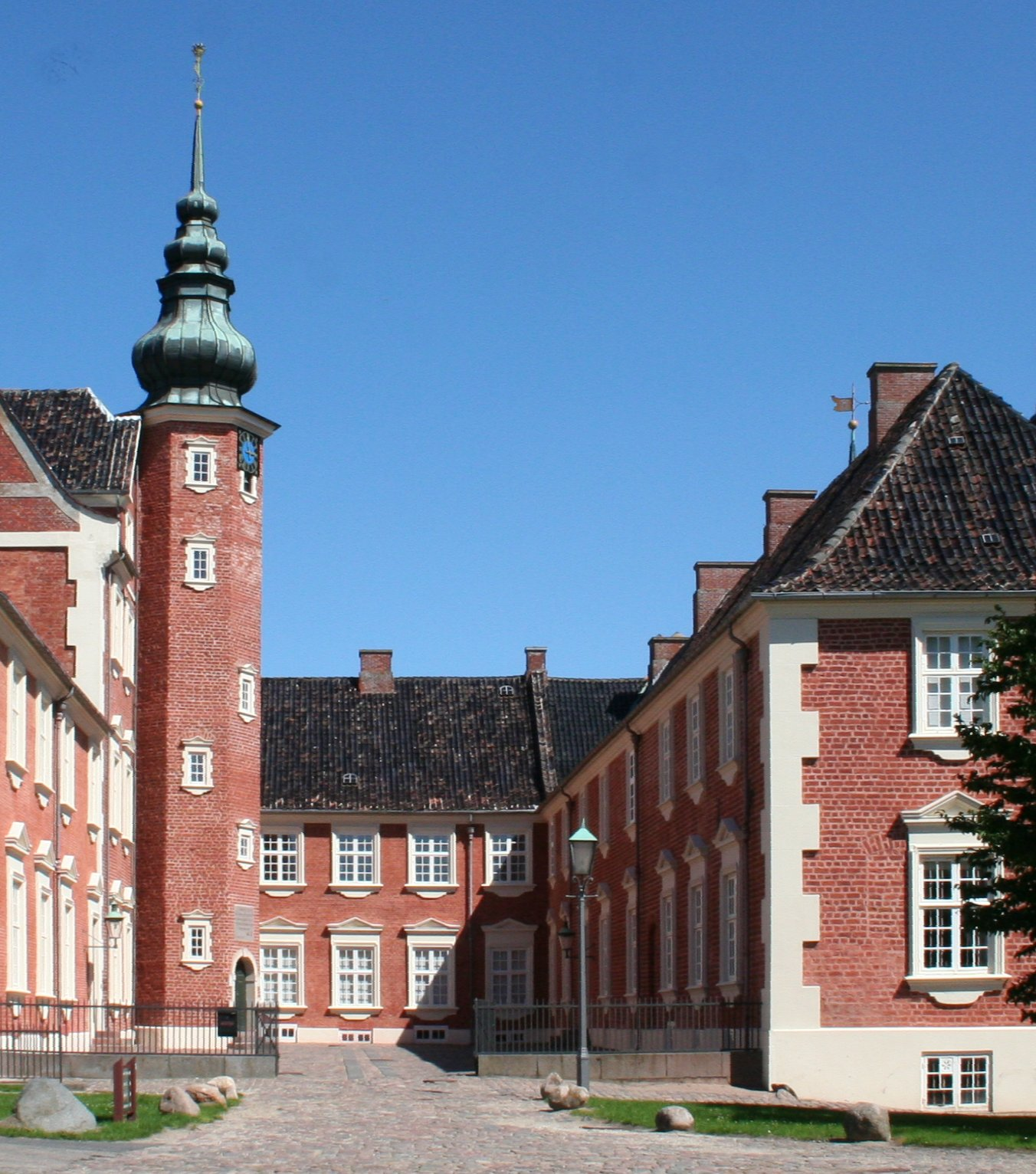
A tornyok egyike
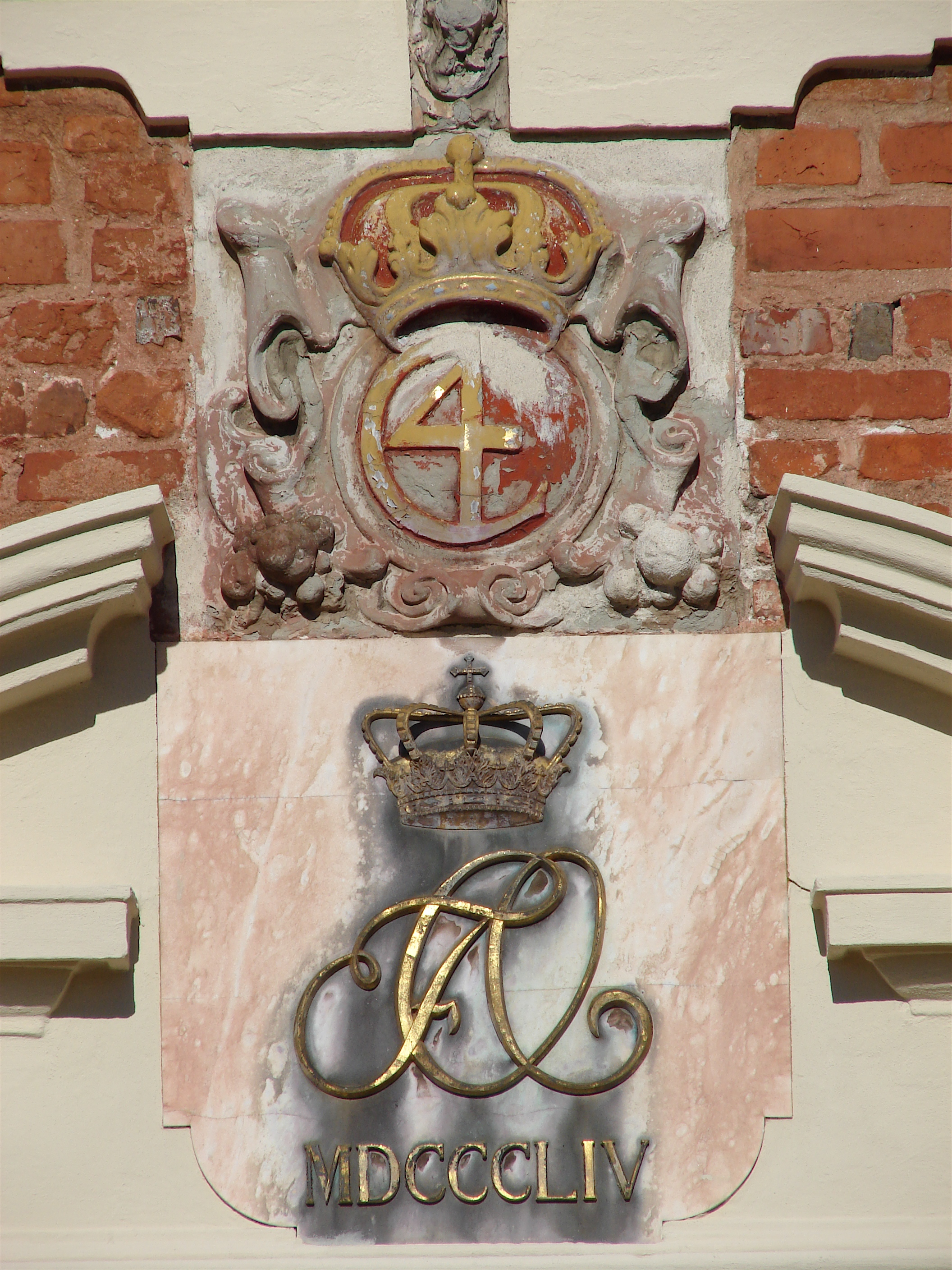
IV. Keresztély és VII. Frigyes monogramja az épület főbejárata fölött
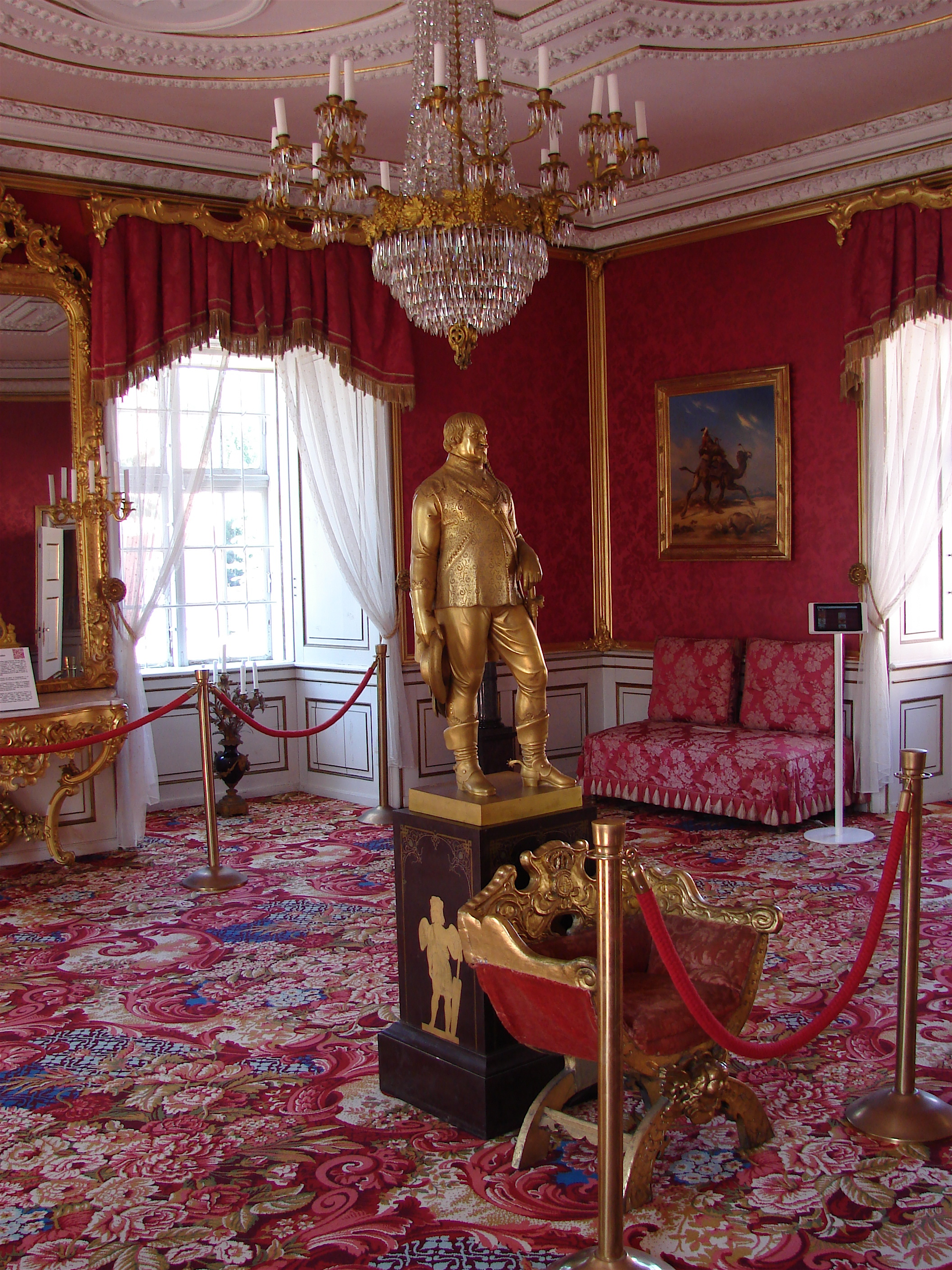
VII. Frigyes fogadóterme
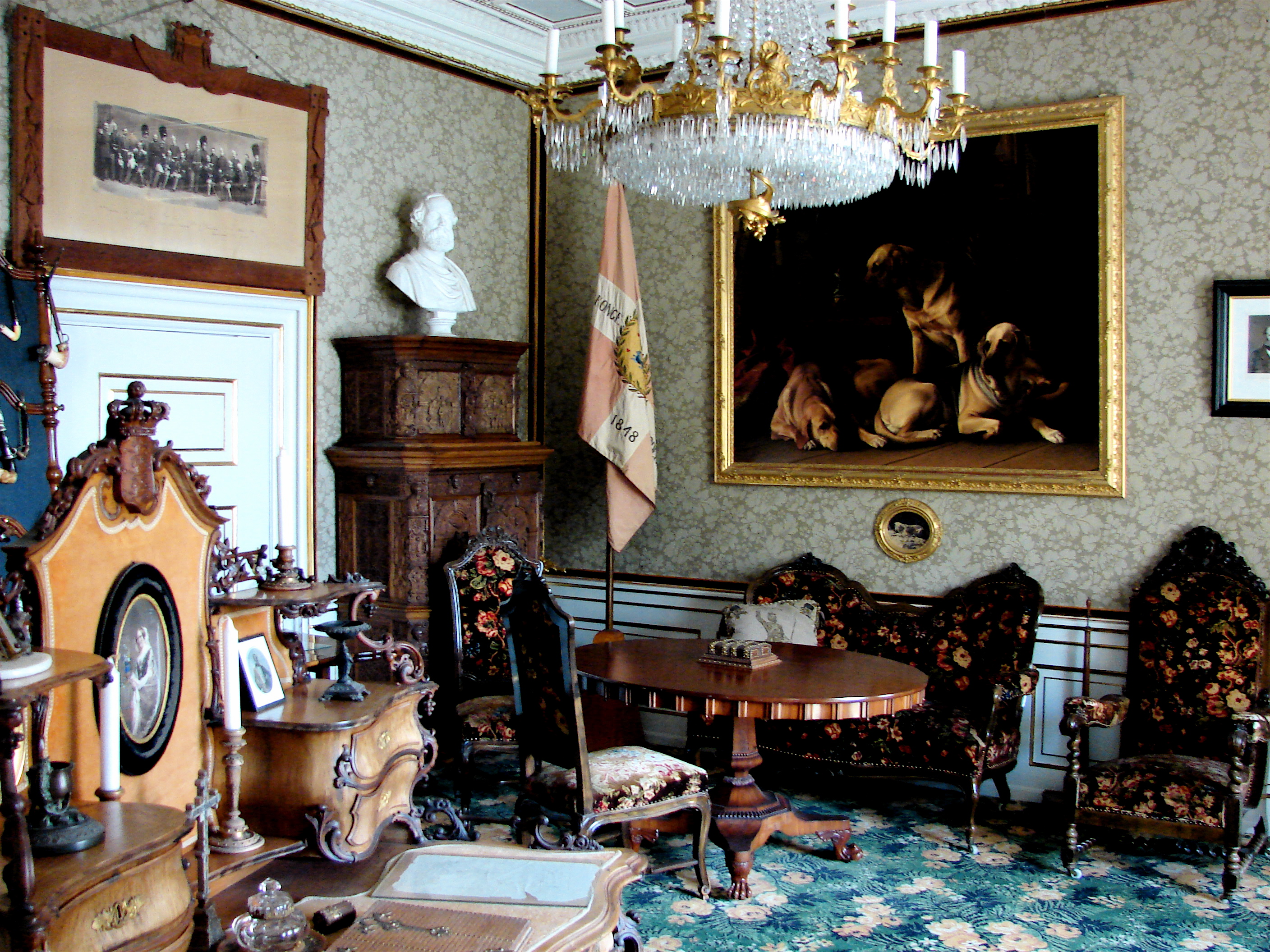
VII. Frigyes dolgozószobája
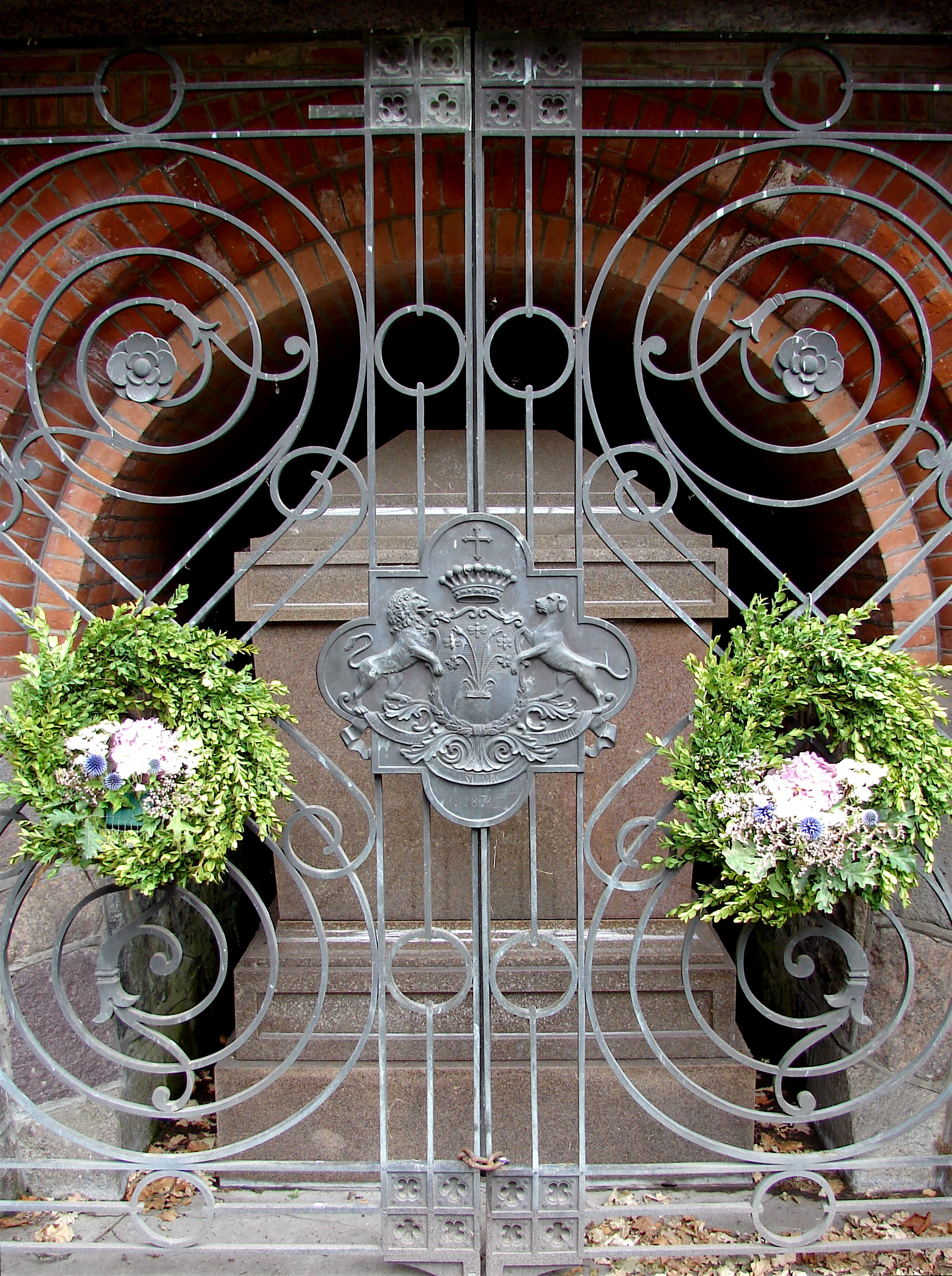
Danner grófnő síremléke
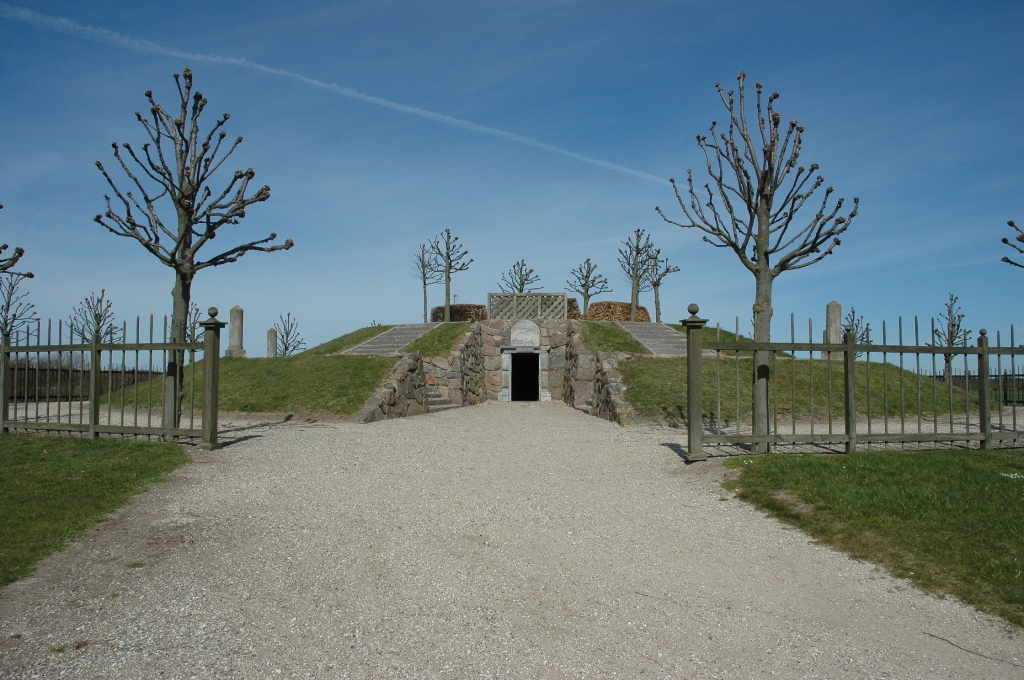
A kastély közelében levő Julianehøj halomsír
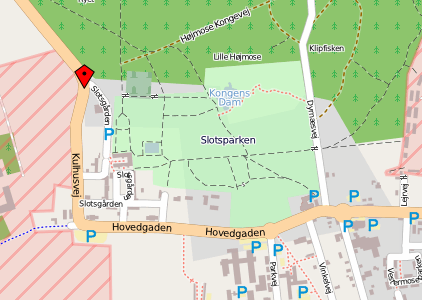
A birtok térképe